# Bocana umbrina
Bocana umbrina là một loài bướm đêm trong họ Noctuidae.